# Клемент, Якоб
Якоб Кле́мент, также Климе́нт-не-Папа (нидерл. Jacob Clemens, лат. Jacobus Clemens non Papa; около 1510 — около 1556) — нидерландский композитор.

## Жизнь
Ничего не известно о его ранних годах, сведения о событиях его зрелости очень отрывочны. Около 1544 года Климент-не-Папа работал в кафедральном соборе Брюгге. Вскоре после этого он имел деловые отношения с Тильманом Сузато, издателем в Антверпене. С 1545 по 1549 годы он, вероятно, служил капельмейстером в капелле Карла V.
В 1550 году он был нанят Братством Марии в Хертогенбосе. Среди других городов, где он мог жить и работать, можно назвать Иперн и Лейден.
Якоба Клемента прозвали в шутку «не-Папой», чтобы отличить от его современника папы Климента VII или от поэта Клеменса Якобуса Папы (который жил в Иперне в одно время с Якобом Клементом).

## Музыка
Климент-не-Папа является представителем поколения нидерландской школы между Жоскеном Депре и Орландо ди Лассо. Он сочинил:
- 15 месс; все за исключением заупокойной (Missa defunctorum) выполнены в технике пародий (опубликованы в Лёвене в 1555—1580 гг. Пьером Фалезом);
- около 233 мотетов (в том числе, в сборниках Cantiones sacrae, "духовных песен");
- 80 французских и фламандских песен;
- 159 Souterliedekens (букв. «песенки на псалмы», обработки метрической протестантской Псалтири; опубликованы в Антверпене в 1556—1557 годах Тильманом Сузато).

Наиболее известны Souterliedekens. Сложенные без изысков, они подходили для пения дома. В качестве тематической основы в них использовались известные светские мелодии (включая застольные и любовные песни, баллады и другие популярные песни того времени). В основном пьесы трёхголосные. Распев текста силлабический.
Влияние Климента-не-Папы было особенно сильно в Германии. Орландо ди Лассо знал его музыку и использовал элементы его стиля.
Полное собрание сочинений Климента-не-Папы подготовил и опубликовал Карел Бернет-Кемперс.

## Издания сочинений
- Clemens non Papa. Opera omnia, ed. K.P. Bernet Kempers // Corpus mensurabilis musicae IV.1-21 (Roma, 1951–76)